# Invertigo
L’Invertigo è un tipo di montagne russe prodotto dalla società olandese Vekoma. Si tratta di una variazione sul loro tradizionale disegno a forma di Boomerang. 

## Storia
La prima montagna russa Invertigo venne installata a Liseberg nel 1997, con il nome di "HangOver". Il 21 marzo 1998, in California, ne venne aperta una seconda, presso Great America, semplicemente conosciuta come "Invertigo". Il 17 aprile 1999, fu la volta di un terzo modello, chiamato "Face / Off", aperto a Kings Island . L'8 maggio 1999, a Six Flags America, fu la volta di "Two Face: The Flip Side" ovvero "Due Facce: L'altra faccia". 
Nel 2002, venne chiusa l'"HangOver" di Liseberg, trasferito l'anno successivo presso l'Allou Fun Park. La montagna russa però, qui non venne mai montanta, poi trasferita al Sommerland Syd, dove, dal 2 luglio 2005 ha operato con il nome di "Tornado".
Nel 2006 King Island venne ceduto alla Cedar Fair, per cui tutti i loghi della Paramount vennero rimossi. Due anni più tardi, nel 2008 a seguito di questa iniziativa "Face/Off" venne rinominato con il nome di "Invertigo".
Il 27 gennaio 2011, la California Great America, per conto della Cedar Fair, ha annunciato che l'ottovolante "Invertigo" sarebbe stato rimosso dal parco a tema e trasferito in un altro parco di divertimenti e che probabilmente una nuova attrazione l'avrebbe sostituito. 
L' "Invertigo" venne, si rimosso, ma spostato in un deposito, e precisamente ad Allentown, in Pennsylvania. Mentre si trovava nel deposito, la montagna russa venne sottoposta ad una blanda ristrutturazione, ridipinto con un colore verde acqua, mantenendo comunque i supporti con il colore originale, il blu royal.
Nel 2011, il "Tornado", l'installazione di Sommerland Syd chiude, mentre l' "Invertigo" dal 30 giugno 2012, venne finalmente trasferita a Bagatelle dove ora opera con il nome di "Triops". Il 13 febbraio 2012, Kings Island ha postato sulla loro pagina di Facebook, una foto di "Invertigo" con un nuovo schema di vernice.
Nel 2015 è stato inaugurato il primo "Invertigo" nel territorio Italiano, chiamato "Diabolik" e installato nel parco divertimenti Movieland Park.

## Incidenti
Nel 2003, "Two Face: The Flip Side" fu oggetto di stallo avvenuto su una delle colline di sollevamento. I passeggeri rimasero bloccati sulla pista, per un lungo periodo di tempo, fino a quando non vennero tratti in salvo. L'ottovolante venne chiuso per un'ispezione, ma in seguito riaperto, dopo che il guasto fu riparato . "Two Face: The Flip Side" non ebbe più incidenti per cinque anni, fino all'agosto del 2007, quando la corsa si blocca ancora una volta, proprio mentre stava trasportando dei passeggeri. Rimasta bloccata per un periodo piuttosto lungo, fu chiusa per un'ispezione, dopo che i passeggeri furono tratti in salvo. 
Nell'ottobre 2007, il treno della stessa installazione si è inaspettatamente fermato su una delle colline di risalita. Quando uno degli assistenti di corsa tentò di soccorrere i passeggeri, il treno si è improvvisamente avviato verso la stazione, danneggiando una delle linee idrauliche, il cui Il fluido venne spruzzato su almeno una decina di passeggeri, causando loro lesioni non gravi, ma che richiesero un intervento in un ospedale locale. Inoltre vennero soccorse alcune persone anche per lesioni alla schiena e al collo. 
I funzionari di Flags America hanno dichiarato che la montagna russa venne ispezionata quello stesso giorno. Tuttavia, alcuni tecnici del Maryland affermarono che le montagne russe della tecnologia risalente al 2003 era più difficile da comprendere rispetto ai vecchi modelli, per cui, a causa di questa complessità fu quasi impossibile trovare la causa dell'incidente. 

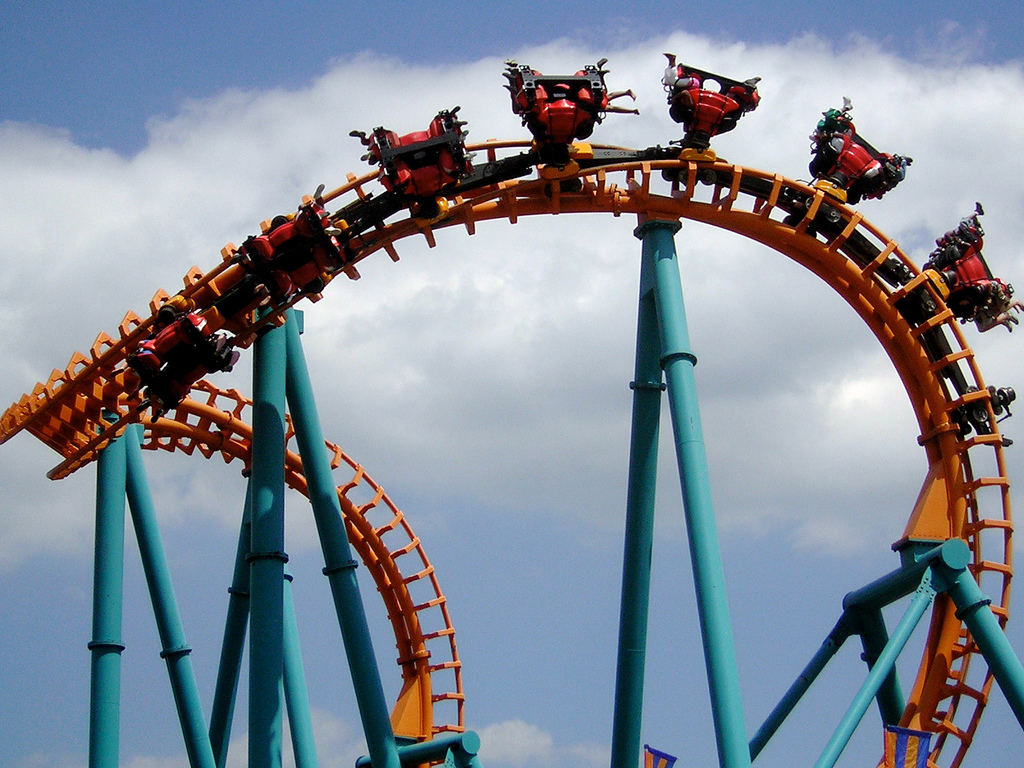
Two Face: The Flip Side a Six Flags America nel Maryland

Il dipartimento del Lavoro e il regolamento del Maryland ha ordinato la chiusura di "Two Face: The Flip Side" ritirando il certificato di funzionamento, fino a quando l'attrazione sarebbe stata dimostrata sicura, cosa mai più avvenuta. 
Alla fine fu individuato che un sensore di sicurezza aveva funzionato male, per cui ha causato, dopo lo stallo, limprevedibile scivolata del treno verso la stazione. Per la stagione 2008, l'attrazione rimase inattiva, mentre l'inchiesta proseguì, e, a causa delle numerose interruzioni della corsa, fu venduta ed entro il 2009 smantellata.nel 2015 viene installata nel parco gardesano Movieland Park ai piedi del lago di Garda in Italia con il nome "Diabolik invertigo"